# TOP Oss
O TOP Oss  (TOP =  Tot Ons Plezier - Para o Nosso Prazer)  é um clube holandês de futebol da cidade de Oss. Foi fundado em 9 de abril de 1928 e joga a Eerste Divisie. Manda seus jogos no Heesen Yachts Stadion, com capacidade para 4.662 pessoas. Entre 2009 e 2018 o clube foi conhecido como FC Oss.

## Uniformes

### 1º Uniforme
| 2020–2021 | 2019–2020 | 2017–2019 | 2016–2017 | 2015–2016 |

### 2º Uniforme
| 2020–2021 | 2019–2020 | 2017–2019 | 2016–2020 | 2015–2016 |